# 7031 Kazumiyoshioka
7031 Kazumiyoshioka este un asteroid din centura principală de asteroizi.

## Descriere
7031 Kazumiyoshioka este un asteroid din centura principală de asteroizi. A fost descoperit pe 31 octombrie 1994 la Nachi-Katsuura de Yoshisada Shimizu și Takeshi Urata. Asteroidul prezintă o orbită caracterizată de o semiaxă mare de 2,28 ua, o excentricitate de 0,10 și o înclinație de 5,5° în raport cu ecliptica.